# Circus Maximus (gruppo musicale norvegese)
I Circus Maximus sono un gruppo progressive metal norvegese originario di Oslo. Nelle loro canzoni utilizzano principalmente elementi musicali provenienti dal symphonic metal e dal power metal, che generano toni molto acuti, in combinazione con sintetizzatori e tastiere. Oltre a ciò, i temi citati dai Circus Maximus si richiamano a motivi cristiani.

## Storia del gruppo

### Primi anni (2000-2004)
Nel 2000 un gruppo di amici di vecchia data, il cantante Michael Eriksen e i fratelli Mats e Truls Haugen (rispettivamente chitarrista e batterista) si unirono al tastierista Espen Storø e al bassista Glen Cato Møllen, formando così i Circus Maximus. Partiti all'inizio come semplice cover band, ottennero molti pareri positivi riguardo alla loro interpretazione delle canzoni di gruppi come i Dream Theater e i Symphony X.
Tuttavia, ben presto la band iniziò a scrivere canzoni in proprio, aggiungendo altre influenze a partire dalla musica pop rock per poi passare al rock progressivo, all'heavy metal e al death metal. Nell'ambiente musicale sono stati accostati a gruppi come Queensrÿche, TNT, Shadow Gallery, Pretty Maids e Helloween, oltre ai già citati Dream Theater e Symphony X.

### The 1st Chapter(2004-2007)
I Circus Maximus, dopo la pubblicazione delle due demo di debutto, ricevettero grandi attenzioni in Norvegia, così come nel resto d'Europa e negli Stati Uniti, dopodiché nell'aprile del 2004 firmarono un contratto con l'etichetta discografica danese Intromental Management e per la nordamericana Sensory Records, che in cambio agevolò la licenza europea del gruppo alla Frontiers Records. Il loro album d'esordio, The 1st Chapter, è uscito nel maggio del 2005, riscuotendo buone impressioni tra la stampa musicale internazionale.
Sei mesi dopo, nel novembre del 2005, il tastierista Espen Storø decise di lasciare la formazione per motivi personali. Fu sostituito all'inizio del 2006 da Lasse Finbråten, proveniente dal gruppo progressive metal norvegese Tritonus.

### IsolateeNine(2007-2012)
Ad agosto 2007 è uscito il loro secondo prodotto dal nome Isolate. Prima della sua uscita, per accontentare i fan, la band ha pubblicato appositamente un post sul loro forum ufficiale, dove potranno aggiornarsi sugli sviluppi dell'album. Nel febbraio 2008 sono chiamati come spalla ai Symphony X per il tour europeo della promozione del nuovo album dei nordamericani.
Il terzo album della band, intitolato Nine, è uscito il 1º giugno 2012 ed è stato anticipato dal singolo Reach Within.

### Havoc(2016)
A dicembre 2015 i Circus Maximus hanno annunciato che il loro quarto album, intitolato Havoc, sarebbe stato pubblicato il 18 marzo 2016 dalla Frontiers Records. Quattro sono i brani che hanno anticipato l'uscita del disco: il 21 gennaio è stata resa pubblica la traccia audio di The Weight, il 1º febbraio tocca al lyric video dell'omonimo Havoc, il 25 dello stesso mese è uscito l'audio di Pages e infine il 14 marzo è stato pubblicato il video musicale di Remember.
Il 2 marzo 2016 il batterista Truls Haugen ha annunciato, tramite un messaggio su Facebook, di dover rinunciare alle date del tour europeo programmato per i primi mesi del 2016. Due i motivi addotti: rimanere vicino al figlio nato di recente e prepararsi adeguatamente ad un'operazione chirurgica al ginocchio. A sostituirlo è stato Frank Nordeng Røe, batterista del gruppo progressive metal norvegese Withem.

## Formazione
Attuale
- Michael Eriksen – voce (2000-presente)
- Mats Haugen – chitarra (2000-presente)
- Lasse Finbråten – tastiera (2005-presente)
- Glen Cato Møllen – basso (2000-presente)
- Truls Haugen – batteria (2000-presente)

Ex-componenti
- Espen Storø – tastiera (2000-2005)

Turnisti
- Frank Nordeng Røe – batteria (2016)

## Discografia

### Album in studio
- 2005 – The 1st Chapter
- 2007 – Isolate
- 2012 – Nine
- 2016 – Havoc

### Album dal vivo
- 2017 – Havoc in Oslo